# SimCity DS
SimCity DS est un jeu vidéo de gestion de type city-builder développé par Electronic Arts pour la Nintendo DS. Il est sorti au Japon en février 2007 et en Europe le 21 juin 2007.

## Système de jeu
SimCity DS est un jeu de gestion de type city-builder. Il s'agit d'une adaptation de SimCity 3000 sorti en 1999 sur PC. Le joueur doit bâtir sa propre ville en établissant des quartiers résidentiels, des zones industrielles et des espaces commerciales grâce au stylet fourni avec la console portable. 
Parmi les nouveautés, le jeu compte sur un nouveau mode de jeu, Save the City, mettant le joueur aux commandes d'une ville déjà construite inspirée de villes réelles, afin de faire face à des catastrophes générées par l'I.A. Autre fonction de la Nintendo DS qui trouve une utilisation intensive, la connectivité Wi-Fi pour différents échanges entre joueurs.
SimCity DS reprend la musique originale de SimCity 3000, adaptée pour la carte MIDI de la Nintendo DS.

## Accueil
- Metacritic : 69 %[2]
- Jeuxvideo.com : 12/20[1]
- Gamekult : 6/10[3]
- IGN : 7/10[4]
- Nintendo Life : 8/10[5]